# Джексон-Гайтс (Північна Кароліна)
Джексон-Гайтс (англ. Jackson Heights) — переписна місцевість (CDP) в США, в окрузі Ленуар штату Північна Кароліна. Населення — 1071 особа (2020).

## Географія
Джексон-Гайтс розташований за координатами 35°13′25″ пн. ш. 77°37′59″ зх. д. / 35.22361° пн. ш. 77.63306° зх. д. (35.223656, -77.633142).  За даними Бюро перепису населення США в 2010 році переписна місцевість мала площу 3,73 км², уся площа — суходіл.

## Демографія
Згідно з переписом 2010 року, у переписній місцевості мешкала 1141 особа в 458 домогосподарствах у складі 327 родин. Густота населення становила 306 осіб/км².  Було 491 помешкання (132/км²).
Расовий склад населення:
| - 75,2 % — білих - 20,2 % — чорних або афроамериканців - 0,2 % — корінних американців - 3,2 % — осіб інших рас |

До двох чи більше рас належало 1,2 %. Частка іспаномовних становила 6,8 % від усіх жителів.
За віковим діапазоном населення розподілялося таким чином: 22,2 % — особи молодші 18 років, 58,7 % — особи у віці 18—64 років, 19,1 % — особи у віці 65 років та старші. Медіана віку мешканця становила 41,3 року. На 100 осіб жіночої статі у переписній місцевості припадало 91,8 чоловіків;  на 100 жінок у віці від 18 років та старших — 88,1 чоловіків також старших 18 років.
Середній дохід на одне домашнє господарство  становив 38 810 доларів США (медіана — 39 432), а середній дохід на одну сім'ю — 44 667 доларів (медіана — 44 904). За межею бідності перебувало 6,4 % осіб, у тому числі 0,0 % дітей у віці до 18 років та 10,9 % осіб у віці 65 років та старших.
Цивільне працевлаштоване населення становило 325 осіб. Основні галузі зайнятості: роздрібна торгівля — 30,2 %, освіта, охорона здоров'я та соціальна допомога — 24,0 %, виробництво — 21,2 %.